# Gyula Kellner
Gyula Kellner (* 11. April 1871 in Pest, Königreich Ungarn; † 28. Juli 1940 in Szolnok) war ein ungarischer Langstreckenläufer, der bei den ersten Olympischen Spielen 1896 in Athen Dritter im Marathonlauf wurde. 
Kellner war unter insgesamt 17 Läufern bei diesem Rennen der einzige von vier Ausländern neben 13 Griechen, der eine volle Marathonstrecke vorher schon einmal gelaufen war. Bis über die Hälfte der Strecke hinaus lagen diese vier Ausländer vor den griechischen Verfolgern, bei Kilometer 23 und 34 gaben jedoch zuerst der US-Amerikaner Arthur Blake und danach der Franzose Albin Lermusiaux auf. Kellner wurde nach und nach von drei griechischen Läufern überholt; inzwischen hatte auch der führende Australier Edwin Flack aufgegeben. 
Ins Ziel kam Kellner zunächst als Vierter mit einer Zeit von 3:06:35 Stunden. Als sich herausstellte, dass der Drittplatzierte Spyridon Belokas ein Teilstück der Strecke per Fuhrwerk zurückgelegt hatte, wurde Kellner der dritte Rang zugesprochen. 
Gyula Kellner starb wenige Monate nach dem Sieger des Laufs, Spyridon Louis, im Alter von 69 Jahren.